# Jeanne Rongier
Jeanne Rongier (27 de novembro de 1852 - 19 de janeiro de 1929) foi uma pintora francesa.
Rongier nasceu em Mâcon, onde teve aulas com Henri Senart. Mais tarde, ela teve aulas com Henri Joseph Harpignies e Evariste Vital Luminais. Rongier é conhecida por obras de género histórico em homenagem a antigos mestres como Frans Hals e Jacob Duck.
Rongier exibiu o seu trabalho no Edifício da Pensilvânia, no Palácio de Belas Artes e no Edifício da Mulher na Exposição Colombiana Mundial de 1893 em Chicago, Illinois.
A sua pintura Pousando para um retrato em 1806, foi incluída no livro de 1905 Mulheres Pintoras do Mundo.